# Piscataway (grup humà)
Els piscataway, conoy, Kanawha o Canawese vivien als marges del riu Potomac i al marge esquerre de la badia de Chesapeake, a l'actual Maryland. El 2012 van ser reconeguts com grup per l'estat de Maryland. Segons Swanton, el nom provindria de la vila de Piscataway, on solia estar-se el cap dels conoy. Segons el grup establert a Cedarville, Piscataway és la traducció anglesa de Kinwaw Paskestikweya («el poble que viu al marg del llarg riu amb un meandre»), l'actual Potomac.

## Demografia
El 1765 només en quedaven uns cent-cinquanta. El 1980 restaven 400 juntament amb els nanticoke a Maryland (anomenada Cedarville Band, als comtats de Prince George's i Charles). Segons el cens nord-americà del 2000 hi havia 932 piscataway purs, 16 barrejats amb altres tribus, 452 barrejats amb altres races i 43 barrejats amb altres races i altres tribus. En total 1.443 persones.

## Costums
Relacionats lingüísticament i cultural amb els lenapes i nanticoke, hom creu que llur subsistència es basava principalment en l'abundant varietat de cacera de la zona i de les aus. Caçaven amb arcs i fletxes i llances. Vivien en refugis de forma ovalada, molt semblants als que usaven les tribus algonquines dels voltants, la cultura dels quals era molt semblant a la seva. Se'n coneixen quatre viles: Catawissa, Conejoholo, Conoytown i Kittamaaquindi.

## Història
Contactaren amb els britànics cap al 1600, i eren una confederació de tribus relacionada amb els pamunkey i mattaponi, de la confederació powhatan. El 1660 els invasors britànics van reconèixer Quokonassauni com el seu cap. Foren arrasats pels minqua durant el segle xvii, així com per la Confederació iroquesa, i llur ràpida decadència els va obligar a abandonar el riu Potomac i Pennsilvània. Aleshores van emigrar gradualment cap al riu Susquehanna, i cap al 1765 foren sotmesos pels iroquesos i estesos pel sud de Nova York fins a Maryland. Més tard es van moure cap a l'oest, amb els mahican i els lenapes, i entraren a formar part d'aquestes tribus. A començaments del segle xx, la família Tayac va lluitar pel reconeixement de la tribu, i un d'ells, Billy Tayac, fou membre de l'AIM. El 1981 van dur a l'ONU la defensa del seu cementiri de Moyoane.
Durant dècades, els piscataway van treballar amb la Comissió d'Afers Indis de Maryland, per al reconeixement oficial de la seva tribu. Actuaven per al reconeixement i l'acceptació cultural. Finalment, el gener de 2012 en una cerimònia a Annapolis, van ser finalment reconeguts oficialment per ordre executiva que confirmava el que sempre han sabut: que són un poble diferent amb una llarga història cultural a Maryland que es remunta a segles enrere.